# Kraken (personaje)
El Kraken es un nombre dado a varios monstruos acuáticos inspirado en la leyenda del Kraken, con numerosas referencias existentes en la cultura popular, incluyendo cine, literatura, televisión, videojuegos y otros ejemplos diversos (por ejemplo, sellos postales, una montaña rusa, y un producto de ron).

## Comics
- - En varios cómics, particularmente DC y Marvel Comics, varias criaturas han sido nombradas Kraken.
  - El Kraken de The Umbrella Academy fue nombrado así por el Kraken (monstruo marino) ya que tiene la capacidad de respirar bajo el agua.
  - En la serie de cómics de Disney "Tamers of Nonhuman Threats", el Kraken aparece en la quinta historia, "Let's Get Kraken". En esta historia, el Kraken tiene un enemigo natural, el cachalote.

El Kraken es un monstruo acuático que ha aparecido en muchas publicaciones de cómics.

### DC Comics
Tres versiones del personaje aparecieron durante la Edad de Oro de los comic-books: la primera en Adventure Comics #56 (Nov. 1940), una segunda versión existente en el planeta Venus en Flash Comics #81 (Marzo 1947) y una tercera variante capaz de hablar que pretendió ser el Kraken actual del folklore antiguo, que combatió al héroe Capitán Marvel en Whiz Comics #155 (junio de 1953).
Dos versiones aparecieron durante la Edad de Plata de los comic-books: un pulpo gigante encontrado por los Desafiadores de lo Desconocido en Showcase #12 (enero-febrero de 1958), y el segundo un calamar gigante convocado por el héroe Aquaman en Aquaman #34 (julio-agosto de 1967). Wonder Woman #247 (septiembre de 1978) y #289 (marzo de 1982) aparece versiones adicionales, y en Wonder Woman vol. 2 #75 (junio de 1993) el personaje encontró una versión con tiara en una dimensión de sueño. En Aquaman #1,000,000 (noviembre de 1998), el héroe epónimo del título se encuentra con uno de los "Krakens de Vexjor", una raza de monstruos reptilianos marinos con tentáculos enormes que habitan los océanos de la Tierra en el siglo 853a. Wonder Woman y Aquaman también se encuentran con un joven Kraken en el número # 1 (agosto 2011, DC Comics) de la serie limitada Flashpoint: Wonder Woman and the Furies.
En la serie 2016 DC Bombshells, Rey Nereus tomó la forma de un Kraken para luchar contra las heroínas de la historia. Él es finalmente enviado por Aqua-Woman.

### Diversos
Un Kraken apareció en la historia "El Kraken" en el número 49 de Aventuras en lo desconocido por ACG en 1953.
Champion Comics # 5 (marzo de 1940, Harvey Comics), Monster Hunters # 10 (octubre de 1977, Charlton Comics), Indiana Jones y los sargentos piratas # 2 (enero de 1996, Dark Horse Comics) y el cómic japonés One Piece. (ワ ン ピ ー ス Wan Pīsu) # 62 (15 de noviembre de 2010, Shueisha) todas las versiones destacadas del Kraken.
Dos publicaciones de un solo disparo presentaban personajes con el nombre: un villano llamado "Dr. Kraken" en Web-Man # 1 (1993, Argosy Communications Inc.) y un héroe llamado Diego Hargreeves con el alias "Kraken" en Umbrella Academy # 1 (2007, Dark Horse Comics). 2000 AD # 583, (julio de 1988, Fleetway Publications) también contó con el debut de un personaje llamado Juez Kraken. En los cómics japoneses, un sirviente de Poseidón y uno de los antagonistas principales de la segunda saga de la serie de manga Saint Seiya. Se llamaba Kraken Isaac (Kuraken no Isaac, Kurāken no Aizakku), un antiguo amigo de la infancia y compañero de estudioso del personaje principal Cygnus Hyoga, y debutó en el volumen 16, publicado en 1989 por Shueisha.
El cómic web "Angry Faerie" (del 13 de julio de 2012), presentó un personaje de tipo culturista llamado Kraken.
Aparece un Kraken (enviado por el Dios Poseidón) en el cómic de Avatar Press God is Dead # 48.
A Kraken aparece en Broken Moon: Legends of the Deep # 1 de American Gothic Press.
Un personaje llamado "Kid Kraken" apareció en la serie de Dinamita Comics The Green Hornet 66 'y The Spirit.

## En otros medios

### Películas
- En películas mudas de las décadas de 1910 y 1920, el Kraken fue retratado a menudo utilizando imágenes de archivo de un pulpo en una bañera atacando un barco de juguete. Este video apareció por primera vez en la película de 1906 de Georges Méliès, Under the Seas, y fue reciclado en muchas otras películas.[9]
- El Kraken aparece en la película Furia de Titanes (1981) como un gigante humanoide de cuatro brazos con escamas y una cola de pez.
  - En la versión de Furia de Titanes (2010), el Kraken aparece nuevamente como un sirviente de los Dioses olímpicos; se dice que es "el último de los titanes". Esta versión de la criatura tiene una cabeza, torso y brazos humanoides, pero también cuenta con una serie de tentáculos. En lugar de una cola, se representa con patas de cangrejo. Se le da una nueva historia de fondo como la creación de Hades que se usó para derrocar a los Titans, y más tarde fue utilizada por Hades para vengarse de Zeus por engañarlo en el inframundo. " Release the kraken ", como dijo el Zeus de Liam Neeson, se ha convertido en un meme de Internet.
  - El Kraken de Furia de Titanes hace una aparición en The Lego Batman Movie.
- El Kraken aparece en Jack the Giant Killer (1962), el duende que invocaba el oro era el lagarto de la cabeza de la Buena Criatura, los brazos / piernas de seis tentáculos.
- El Kraken aparece en Atlantis: El Regreso de Milo (2003), donde se muestra que es telepático.
- Una telemovía llamada Kraken: Tentacles of the Deep (2006)[10] presenta al Kraken como su principal antagonista.
- En la película Pirates of the Caribbean: Dead Man's Chest (2006),[11] el Kraken es un enorme monstruo marino parecido a un cefalópodo. Cumple con las órdenes de Davy Jones al perseguir a las almas de los hombres que llevan la mancha negra, una marca que aparece en los hombres vencidos por su deuda con Jones. Aparece en Piratas del Caribe: En el fin del mundo, donde ha sido varado y asesinado.
- Kraken hace una aparición en la película animada de 2018 Hotel Transylvania 3: Summer Vacation con la voz de Joe Jonas. Le canta a los otros monstruos en las vacaciones en Atlantis, y más tarde Van Helsing le lava el cerebro en el clímax para atacar a los monstruos. Jonathan finalmente rompe el Kraken de su estado de lavado de cerebro al bailar Macarena.[12]